# Cernay (Calvados)
Cernay – miejscowość i gmina we Francji, w regionie Normandia, w departamencie Calvados.
Według danych na rok 1990 gminę zamieszkiwało 106 osób, a gęstość zaludnienia wynosiła 18 osób/km² (wśród 1815 gmin Dolnej Normandii Cernay plasuje się na 780. miejscu pod względem liczby ludności, natomiast pod względem powierzchni na miejscu 808.).